# Lamprospilus tarpa
Lamprospilus tarpa is een vlinder uit de familie van de Lycaenidae. De wetenschappelijke naam van de soort werd als Thecla tarpa in 1887 gepubliceerd door Godman & Salvin.